# Amazon Conservation Team
Het Amazon Conservation Team (ACT) is een niet-gouvernementele organisatie die samenwerkt met de inheemse volken van tropisch Zuid-Amerika. Het ACT richt zich op de bevordering van de inheemse rechten, op grondbezit en -beheer, zelfbeschikking in bestuur en traditie, bescherming van geneeskundige tradities en aanverwante intellectuele eigendomsrechten en behoud van de biodiversiteit van het Amazone-regenwoud.
De organisatie is voornamelijk actief in het Amazonegebied. Het ACT werd in 1996 opgericht door etnobotanist Mark Plotkin en de Costa Ricaanse natuurbeschermer Liliana Madrigal. Het hoofdkantoor bevindt zich in Arlington, Viriginia, en er zijn drie lokale kantoren: ACT-Brazilië, ACT-Colombia en ACT-Suriname.

## Erkenning
- 2002: Global 500 Award van het VN-Milieuprogramma
- 2008: Skoll Award voor sociaal ondernemerschap van de Skoll Foundation
- 2010: Tech Award van het Tech Museum in San Jose
- 2015: ACT de Seeing a Better World-prijs van DigitalGlobe

- Library of Congress Control Number: nr00008096
- Virtual International Authority File: 147011076